# Mudford
Mudford est une paroisse civile et un village du Somerset, en Angleterre.